# Бајково
Бајково (мкд. Бајково) је насеље у Северној Македонији, у крајње југоисточном делу државе. Бајково је у саставу општине Ново Село.

## Географија
Бајково је смештено у крајње југоисточном делу Северне Македоније, на близу државне границе са Бугарском - 2 km источно од села. Од најближег града, Струмице, насеље је удаљено 35 km источно.
Насеље Бајково се налази у историјској области Струмица. Насеље је положено у брдском крају, на јужним падинама планине Огражден. Надморска висина насеља је приближно 330 метара. 
Месна клима је блажи облик континенталне због близине Егејског мора (жарка лета).

## Становништво
Бајково је према последњем попису из 2002. године имало 2 становника. По попису из 1961. године, село је имало 283 житеља. Смањивање је везано за исељавање становништва у оближње градове и у западноевропске земље.
Већинско становништво у насељу су етнички Македонци (100%).
Већинска вероисповест месног становништва је православље.